# Lucas Rimoldi
Lucas Roberto Rimoldi (Córdoba, Argentina, 7 de febrero de 1980) es un futbolista argentino. Juega de Centrocampista y su actual equipo es el Instituto Atlético Central Córdoba.

## Trayectoria
Debutó en Instituto en 1996 y estuvo hasta el 2002, donde jugó más de 80 partidos. Pasó después a Talleres de Córdoba donde jugó todo ese 2003, estando presente en todas las fechas y anotando 3 goles. Fue vendido entonces a Racing Club de Avellaneda donde se destacó.
Finalmente llegó al fútbol europeo, al fichar para el Genoa de Italia, con el que logró el ascenso después de 11 años a la Serie A del fútbol italiano. Luego, por malos manejos del su presidente del club, el Genoa fue descendido a la 3 categoría, logrando nuevamente el ascenso a Serie B y, posteriormente, a Serie A. 
Tras su paso por el Genoa fue transferido al Frosinone de la segunda división. 
En 2006 volvió a la Argentina para jugar en Colón, en el que marcó 6 goles. Al año siguiente fue transferido a Argentinos Juniors por 4 meses, equipo con el que jugó sólo 4 partidos.
En la temporada 2007/08 de la B Nacional volvió a Talleres junto a otros grandes jugadores, donde disputó todos los partidos del torneo como titular, ayudando a su equipo a mantenerse en el Nacional B en el torneo de promoción.
Decidió emigrar nuevamente a Europa donde logró el ascenso a Super Liga de Grecia con el PAS Giannina de Grecia, jugando 30 partidos de titular. Fue transferido luego al Panserraikos FC donde estuvo solo hasta fines de 2009. Fue vendido al Iraklis FC, solo jugó 13 partidos.
A mediados del 2010 volvió a Argentina para fichar en All Boys, que recién ascendía, donde también tuvo participación. Luego en el 2011 pasó a jugar al Quilmes Atlético Club De Ricardo Caruso Lombardi.
La primera rueda juega muchos partidos, pero la segunda no tanto ya Que en muchos partidos jugo Leandro Javier Díaz De titular y No el.
Logra el Ascenso a primera División, Pero El actual técnico de Quilmes Omar De Felippe No lo tendrá en Cuenta para Afrontar la Primera división Argentina.
Para afrontar el Ascenso MX, en su debut con el Neza FC ante Altamira entró al minuto 60, y hace 2 goles en su debut en México. después de la desaparición del Neza, regresó a su país natal. ahora jugando para Instituto Atlético Central Córdoba.

## Clubes
| Club                | Año           | Partidos | Goles |
| ------------------- | ------------- | -------- | ----- |
| Instituto           | 1997-2002     | 85       | 11    |
| Talleres de Córdoba | 2002-2003     | 35       | 9     |
| Racing Club         | 2003-2004     | 33       | 6     |
| Genoa               | 2004-2005     | 16       | 4     |
| Deportes La Serena  | 2005          | 19       | 6     |
| Colón               | 2006          | 12       | 7     |
| Unión Española      | 2006          | 11       | 1     |
| Talleres de Córdoba | 2007-2008     | 32       | 7     |
| PAS Giannina        | 2008-2009     | 22       | 11    |
| Panserraikos FC     | 2009          | 14       | 7     |
| Iraklis FC          | 2010          | 9        | 6     |
| All Boys            | 2010-2011     | 16       | 2     |
| Quilmes             | 2011-2012     | 22       | 6     |
| Cobreloa            | 2013          | 14       | 11    |
| Audax Italiano      | 2014          | 18       | 3     |
| U. D. Las Palmas    | 2014-2019     | 100      | 1     |
| San Luis            | 2019-presente | 90       | 6     |

- Datos: Q3838367